# Almacenes Arias (Madrid)
Almacenes Arias fue una empresa española fundada en 1949 por Esteban Arias Cobos (f.1978). Fue un gran almacén especializado en la venta de artículos textiles de mediana calidad. Abrió su primer centro en la plaza del Ángel, 12 de Madrid, España y llegó a contar con 23 centros. La empresa cesó su actividad en noviembre de 1997.

## Incendio de 1964[1]
El 21 de enero de 1964, pasadas las tres de la tarde se declara un incendio en los Almacenes Arias de la calle Montera tras una explosión en la segunda planta. Pese a quedar todo el edificio destruido, no hubo que lamentar daños personales entre sus 275 empleados. Fueron pasto de las llamas sus cinco plantas y sus dos sótanos. Se movilizaron 10 vehículos y 70 hombres. El edificio acabó tan dañado que hubo que demolerlo. Entre las dotaciones había numerosos tanques-bomba ya que las bocas de riego a las que en un principio se recurrió no tenían la presión suficiente para alcanzar todas las plantas del edificio, lo que dificultó las labores de extinción. Las tareas de extinción se prolongaron hasta las 8 de la tarde.

## Incendio de 1987[1]
El 4 de septiembre de 1987 se recibía en la central del servicio, a las ocho menos veinte de la tarde, el primer aviso por un incendio en la tercera planta de los Almacenes Arias. Los bomberos apenas tardaron cuatro minutos en llegar e hicieron dos instalaciones por fachada hasta la segunda planta y desde ésta, por las escaleras mecánicas y escalera otra a la tercera. Se accedió al otro edificio de los hermanos Arias ( al número 31) por la tercera planta, ya que no podía desde la planta baja. A las 22:30, fue dominado el incendio en el número 29, procediendo a refrescar este edificio y a continuar con la extinción del número 31 que se estaba haciendo difícil al estar las puertas obstruidas con paquetes, las escaleras llenas de enseres, e incluso alguna tabicada. Pero aproximadamente a las tres menos veinte de la madrugada del día 5, cuando se estaban realizando los trabajos de enfriamiento, sobrevino el hundimiento súbito del número 29 sepultando a diez bomberos que fallecerían. Se continuó con la extinción debido a que era imposible realizar rescates debido al riesgo de caída del muro medianero con el número 31. El último bombero fallecido fue rescatado a las 3:33 del día del día 9 de septiembre.  Al incendio de "Saldos Arias" acudieron un total de 88 bomberos.
El alcalde de Madrid, Juan Barranco, impuso sobre los féretros de los fallecidos la medalla de oro de Madrid, en el patio de Cristales del Ayuntamiento.
En el lugar de la catástrofe se construyó un edificio, que alberga hoy unos multicines, y pasados diez años del siniestro, se inauguró una placa en recuerdo de los diez bomberos que dejaron allí su vida.«Capítulo XXIV». Historia del Cuerpo de Bomberos  de Madrid (de los matafuegos al Windsor 1577-2005). Madrid: Ediciones La Librería. 2005. ISBN 84-96470-08-3.